# Frédéric Mistral
(Motivazione del Premio Nobel)
Frédéric Joseph Étienne Mistral (Maillane, 8 settembre 1830 – Maillane, 25 marzo 1914) è stato uno scrittore e poeta francese di lingua occitana, insignito nel 1904 del premio Nobel per la letteratura.
Il suo nome in occitano è Josèp Estève Frederic Mistral.

## Biografia
Mistral nacque a Maillane (in occitano: Malhana), nei pressi di Arles, da François Mistral e Adélaide Poulinet, una famiglia di contadini benestanti. Il giovane Frédéric fu mandato a scuola piuttosto tardi, a nove anni d'età, e frequentò le scuole ad Avignone e a Nîmes. Nel 1839, fu iscritto come pensionante alla scuola dell'abbazia di Saint-Michel de Frigolet, ove rimase due anni, essendo stata poi chiusa la scuola, e fu trasferito al pensionato Millet di Avignone. Conobbe il poema satirico Lou siege de Caderousse dell'Abate Fabre, che il professore leggeva per divertire gli alunni, alternandolo alla lettura dell'Eneide. Fu grazie all'incontro con il poeta Joseph Roumanille, suo insegnante e di dodici anni più anziano, che si avvicinò alla letteratura provenzale e che cominciò ad interessarsi al provenzale, "prima lingua letteraria dell'Europa civilizzata".

### La nascita delFélibrige
Mistral studiò giurisprudenza ad Aix-en-Provence fino al 1851, anno della laurea; dopodiché si stabilì a Maillane e nel 1854 fondò, assieme a Roumanille, Félix Gras, Théodore Aubanel, Anselme Mathieu ed altri il movimento Félibrige (in grafia classica: Felibritge), che aveva come scopo la riscoperta e la valorizzazione della lingua provenzale nella letteratura. Anche se all'epoca di Mistral per "provenzale" si intendevano non solo le parlate della Provenza, ma per estensione tutte quelle dell'Occitania, Mistral si prodigò in primo luogo per la diffusione della variante provenzale.
Dal 1859 Mistral fu alla testa del Félibrige e il suo più creativo contributore. Con la sua opera, Mistral riabilitò la lingua provenzale, facendola assurgere ai fastigi della poesia epica; la qualità dei suoi componimenti venne in seguito consacrata dall'ottenimento dei più prestigiosi premi letterari. Il Félibrige - i cui membri si chiamarono félibres - accolse anche tutti i poeti catalani espulsi dalla Spagna di Isabella II.

### Mirèio
Nel 1859 Mistral diede alle stampe la sua opera più importante, Mirèio, un poema in versi di dodici canti al quale aveva lavorato per otto anni. Contrariamente a come sarebbe dovuta essere intitolata l'opera secondo l'ortografia antica (Mirelha), Mistral dovette cedere all'imposizione del suo editore Roumanille e optare per una norma ortografica semplificata, basata sul francese, che da quel momento venne chiamata 
"norma mistraliana" in opposizione alla "norma classica" ereditata dai trovatori.
L'opera narra della bella Mirèio (Mirella), figlia di un ricco contadino provenzale, e del suo amore verso un cestaio di nome Vincent, osteggiato dai loro genitori. Il poema, che fonde elementi del mito di Giovanna d'Arco e della storia di Romeo e Giulietta, ma anche numerosi riferimenti alle tradizionali storie rurali provenzali, fu altamente lodato da Alphonse de Lamartine e premiato dall'Académie française, rendendo Mistral uno scrittore di fama internazionale. Mirèio nel 1863 ispirò, nella versione francese, l'opera lirica Mireille di Charles Gounod. 
L'opera di Mistral appare quasi lo stesso anno de I fiori del male, ha scritto Diego Valeri, «Serenità antica e nevrosi moderna: due mondi inconciliabili, espressi ad un tempo, in due capolavori immortali». 
L'impegno di Mistral per la rinascita della lingua provenzale s'inserisce nel più ampio quadro dei risorgimenti letterari della metà del XIX secolo. Mistral propugnò l'indipendenza culturale della Provenza nei confronti della Francia centralizzatrice, e nei primi anni anche un'autonomia politica. Egli si adoperò per combattere il diffuso pregiudizio sull'arretratezza del provenzale e cercò punti di contatto della cultura occitana e mediterranea con le tradizioni dell'antichità classica. Mistral tradusse anche personalmente i suoi componimenti in lingua francese; con ciò agevolò certamente la diffusione dei suoi scritti nel mondo letterario parigino ma d'altro canto si pose in contraddizione con le sue idee di emancipazione provenzale.

### La maturità poetica
Gli autori provenzali del Félibrige scoprirono nel 1861, grazie a Damas Calvet, la renaixença catalana (il rinascimento letterario della Catalogna) e intensificarono così i legami culturali tra mondo occitano e catalano, finché nel 1870 Víctor Balaguer giunse in Occitania ad offrire la "Coppa Santa" ai félibres, mentre Mistral viaggiò in Catalogna per riconoscere pubblicamente il talento poetico di Jacint Verdaguer, vincitore dei jocs florals (Giochi floreali). In questo periodo Mistral si proclamò federalista e manifestò un patriottismo provenzale alquanto intransigente.
Nel 1867 Mistral pubblicò il poema epico Calendau, riecheggiante l'Eneide nei contenuti ma contenente forti allusioni politiche e polemiche. Con quest'opera Mistral bissò il successo di Mirèio, attestandosi all'apice della sua produzione letteraria. Salvo che per un periodo trascorso a Parigi, il poeta visse per tutta la sua vita a Maillane. Nel 1876 sposò Marie-Louise Rivière, senza avere figli.
Mistral si dedicò anche alla redazione di un dizionario della lingua provenzale (Lou tresor dóu Félibrige), opera basata su studi decennali che uscì dal 1879 al 1886 e che comprendeva anche molte voci di svariati dialetti occitani. In questo periodo Mistral si preoccupò di dare al Félibrige una struttura più panoccitana, creando tuttavia divisioni politiche tra i félibres. In assenza di una linea politica coerente, le aspirazioni di Mistral non vennero prese in considerazione dalla classe politica occitana, e la pur vasta opera non poté scongiurare la disoccitanizzazione del suo paese, già avanzata nel corso della sua vita.
Del 1884 è lo straordinario poemetto Nerto, in versi non epici ma popolari, con rime per lo più baciate, un gioiello che narra la Provenza papale del XIV secolo, basandosi su leggende locali rielaborate con estrema eleganza. Questo poemetto ebbe meno successo dei due precedenti, ma avrebbe meritato più alti riconoscimenti.  Del 1897 è il Poema del Rodano, dove ormai appare in tutta evidenza la disillusione del poeta sulla possibilità d'imporre la sua lingua. Il poema parla dei navigatori del Rodano, al tempo in cui le nuove navi a vapore distruggevano l'antico modo di navigare. 
Lis Olivado è l'ultima raccolta di poesie pubblicata dall'autore e contiene alcuni dei suoi capolavori (Lo Parangoun) in cui è evidente l'esaltazione della Provenza e delle sue glorie storiche, unita alla mesta constatazione che  ma fé n'es qu'un pantai acò lou sabe ("la mia fede non è che un sogno e questo lo so").

### Il premio Nobel
Nel 1904 Mistral fu insignito, assieme al drammaturgo madrileno José Echegaray, del Premio Nobel per la letteratura:
Il poeta non presenziò alla cerimonia di premiazione, essendo presente un ministro in sua vece.
Mistral destinò la somma vinta all'ampliamento della raccolta etnografica del Museon Arlaten ("Museo di Arles"). Il museo, fondato da Mistral stesso nel 1896 nei locali dell'Hôtel Laval-Castellane, conserva ancora oggi testimonianze della cultura provenzale e materiali sul Félibrige.
Frédéric Mistral morì il 25 marzo 1914 nel suo paese natale, all'età di 83 anni. La sua casa è diventata monumento nazionale ed è stata donata al Comune di Maillane.

## Opere
- Li meissoun (1854)
- Mirèio (poema epico in versi, 1859)
- Calendau (poema epico, 1867)
- Lis isclo d'or ("Le isole d'oro": poesie e racconti, 1875)
- La Raço Latino (poesie, 1879)
- Lou tresor dóu Félibrige (dizionario della lingua provenzale moderna, 1879-1886)
- Nèrto (poema epico, 1884)
- La rèino Jano ("La regina Giovanna", dramma, 1890)
- Lou pouèmo dóu Rose ("Il poema del Rodano": racconto, 1897)
- Moun espelido, memòri e raconte (memorie e racconti, 1906)
- Discours e dicho (prosa, 1906)
- La genesi, traducho en prouvençau (1910)
- Lis Oulivado (poesie, 1912)
- Prose d'almanach (opera postuma, 1926, 1927-1930)

### Edizioni in italiano
- Regina Giovanna, traduzione di Mario Chini, 1904
- Mirella, traduzione di Mario Chini, Milano, 1905
- Tre novellette in versi, traduzione di Mario Chini, Teramo, 1914
- Mirella, traduzione di Diego Valeri, Torino, UTET, 1930
- Mirella, traduzione di Rita Mortara, Torino, SIAE
- Mirella, a cura di Ettore Fabietti, Firenze, Bemporad 1920
- Mireio/Mirella, traduzione di Sergio Arneodo con testo a fronte, Coumboscuro 2011
- Calendau, traduzione di Luisa Graziani, Firenze, Sansoni, 1949
- Calendau, traduzione di Mirella Tenderini,  Luigi Colli editore, Rodello (CN) 1998
- Racconti e leggende provenzali, traduzione di Barbara Ferri, Roma, Edizioni e/o, 2012

### Edizioni recenti
- Frédéric Mistral, Rajado d'escrituro dins lou mourtié dòu journau L'Aioli, pp. 600, Ed. Prouvenço d'aro, 2015